# サンラックス
株式会社サンラックス（英: SUNLUX CO.,LTD,）は、愛知県名古屋市南区七条町1丁目2番地に本社を置く、液体化学製品の輸送・保管やドラム缶の販売を行う企業。本項目ではサンラックスの関連企業についても解説する。

## 概要
サンラックスは、化学薬品や燃料などの液体化学品の保管、配送を行う企業である。1946年に設立したドラム缶洗浄修理業の三幸工業所を前身として、1964年に油槽所を開設。2004年には、タンク総容量は約20000 KLの21エリアの名古屋油槽所を稼動させ、陸上ストックポイントとして大型タンクと倉庫を備えた。近年は食品向けの商品を取り扱うようになっている。社名は設立時の社名である三幸工業の3つの「幸せ」が由来で、サン（SUN、太陽）にも因んでいる。関連会社である中部ケミカル仲継は化学製品の輸送、三幸興業は倉庫の管理をそれぞれ行っている。

## 沿革
- 1946年 - 三幸工業所を設立[2]。
- 1948年8月 - 合資会社三幸工業所に改組。石油配給公団の閉鎖に伴い日本石油などと契約[2]。
- 1964年7月 - 三菱瓦斯化学と契約し、愛知県名古屋市南区潮見町[注釈 1]にタンクを建設[2]。
- 1969年 - 名古屋臨海鉄道汐見町線汐見町駅を所管とする鉄道専用線を設置[6]。
- 1969年8月1日 - 鉄道専用線を112mに増設[7]。
- 1972年2月 - 関連会社として中部ケミカル中継株式会社を設立。
- 1986年4月 - 株式会社三幸工業所に改組[2]。
- 1992年4月 - 株式会社サンラックスに社名変更[2]。
- 2003年10月1日 - 名古屋臨海鉄道汐見町線汐見町駅に貨物列車の発着がなくなる。これにより鉄道専用線は廃止。
- 2006年4月 - 内外輸送と業務提携[6]。
- 2019年 - Cタンクヤード建設地となっている資材保管場所（愛知県名古屋市港区）から、基準値を超える汚染物質を検出したことを名古屋市に報告[8]。

## 事業所
- 本社・工場[1]
  - 〒457-0854：愛知県名古屋市南区七条町1丁目2番地
- 名古屋油槽所[1]
  - 〒455-0028：愛知県名古屋市港区潮見町11番地
- 危険物倉庫[1]
  - 〒455-0027：愛知県名古屋市港区船見町57番地
- 中部ケミカル仲継[1]
  - 法人番号：5180001014910
  - 〒457-0853：愛知県名古屋市南区六条町4丁目112番地
- 三幸興業
  - 法人番号：7180001015618
  - 〒457-0854：愛知県名古屋市南区七条町1丁目2番地
- メイシン
  - 法人番号：3180001015662
  - 〒457-0853：愛知県名古屋市南区六条町4丁目112番地